# Luis Polonia
Luis Andrew Polonia Almonte (né le 10 décembre 1963 à Santiago, République dominicaine) est un voltigeur de baseball ayant joué dans les Ligues majeures durant douze saisons, entre 1987 et 2000.
Ce gagnant de la Série mondiale 1995 avec les Braves d'Atlanta et de la Série mondiale 2000 avec les Yankees de New York présente une moyenne au bâton en carrière de ,293 avec 1 417 coups sûrs et 321 buts volés.

## Carrière
Luis Polonia signe son premier contrat professionnel en 1984 avec les Athletics d'Oakland. C'est avec ce club qu'il débute dans les majeures le 24 avril 1987. Il frappe le premier de ses 1 417 coups sûrs dans le baseball majeur contre le lanceur Scott Bankhead des Mariners de Seattle à son second match, le 25 avril. Il termine sa saison recrue avec 125 coups sûrs en 125 parties, 49 points produits, 29 buts volés et une moyenne au bâton de ,287.
En 1988, il frappe pour ,400 dans la Série de championnat de la Ligue américaine entre Oakland et les Red Sox de Boston. Il participe à la Série mondiale 1988 mais les Athletics concèdent le titre aux Dodgers de Los Angeles.
Le 21 juin 1989, dans leur route vers la conquête du titre mondial, les Athletics échangent Polonia et les lanceurs Eric Plunk et Greg Cadaret aux Yankees de New York pour le joueur étoile Rickey Henderson. 
Le passage de Polonia chez les Yankees s'avère tumultueux. Quelques semaines après son arrivée, le 16 août 1989, il est arrêté dans un hôtel de Milwaukee, dans l'État du Wisconsin. Accusé d'avoir eu une relation sexuelle avec une adolescente de 15 ans, qui avoua avoir été consentante, l'athlète alors âgé de 25 ans est condamné à 60 jours de prison. Il termine néanmoins la saison 1989 avec une moyenne au bâton de ,335 et frappe 135 coups sûrs, cinq de plus que l'année précédente.
Polonia s'aligne avec les Yankees jusqu'en 1990, alors qu'il est échangé en cours de saison aux Angels de la Californie. Pour ces deux équipes, il frappe pour ,335 en 120 parties jouées. En 1991, il connaît avec les Angels l'une de ses meilleures campagnes avec des sommets personnels de 179 coups sûrs, 92 points marqués et 50 points produits. Après une saison de 48 buts volés en 1991, il augmente sa récolte de larcins à 51 en 1992, puis 55 en 1993.
Après la saison 1993, Polonia est rapatrié par les Yankees qui engagent le voltigeur devenu agent libre. Échangé aux Braves d'Atlanta pour un joueur des ligues mineures pendant la saison 1995, il aide sa nouvelle équipe à décrocher le titre de la division Est de la Ligue nationale. Il fait bien en séries éliminatoires, frappant pour ,286 (6 coups sûrs en 21) et produit quatre points en Série mondiale, où Atlanta défait Cleveland en six matchs. En 1996, Polonia et les Braves retournent en grande finale, mais le Dominicain est blanchi au bâton durant toutes les éliminatoires. Atlanta s'incline cette fois devant les Yankees.
Réserviste avec Baltimore puis de nouveau Atlanta en 1996, il est absent des Ligues majeures pendant deux ans avant de refaire surface en 1999 chez les Tigers de Detroit. Libéré par ses derniers en 2000, il obtient des Yankees un troisième séjour dans le Big Apple, l'équipe du Bronx lui offrant un contrat en août. Il apparaît pour la dernière fois dans un match des majeures le 24 octobre 2000, dans le troisième match de la Série mondiale entre les Yankees et leurs rivaux new-yorkais, les Mets. Deux jours plus tard, les Yankees savourent leur 26e sacre, donnant à Polonia sa seconde bague de champion de la Série mondiale.
Luis Polonia a disputé 1 379 parties en 12 ans dans les majeures, réussissant 1 417 coups sûrs, dont 189 doubles, 70 triples et 36 circuits. Il a produit 405 points et en a marqué 728. Sa moyenne au bâton en carrière est de ,293. Il totalise 321 vols de buts en 466 tentatives.
Après sa carrière en MLB, il dispute deux saisons (2001 et 2002) avec les Tigres de Mexico, une équipe de la Ligue mexicaine de baseball à l'époque basée dans la capitale du pays, mais aujourd'hui déménagée dans une autre ville.